# William Samuel Johnson
William Samuel Johnson (Stratford, 7 ottobre 1727 – Stratford, 14 novembre 1819) è stato un politico statunitense. Fu uno dei firmatari della Costituzione degli Stati Uniti.

## Biografia
Nato a Stratford, nel Connecticut, il 7 ottobre 1727, Johnson fu già una figura di spicco prima della Rivoluzione americana. Egli era infatti figlio di Samuel Johnson, noto sacerdote anglicano divenuto in seguito presidente del King's College della Columbia University . William Johnson si laureò allo Yale College nel 1744, e sempre a Yale ricevette il master nel 1747 (nello stesso anno gli fu data anche una laurea ad honorem dall'Università di Harvard). Nonostante suo padre volesse farlo diventare clericale, Johnson decise invece di perseguire la carriera giuridica. Autodidatta in legge, ebe in tempi brevi una clientela importante. Egli fu anche soldato in una milizia coloniale del Connecticut per oltre 20 anni, arrivando al grado di colonnello, e fu anche delegato alla camera bassa del Connecticut (1761 e 1765) e nella camera alta (1766 e 1771-1775). Fu anche membro della Corte Suprema del Connecticut (1772-1774).
In questi anni, Johnson abbracciò la causa patriottica a causa delle ingerenze del Parlamento britannico nella politica delle colonie americane. Si oppose ai Townshend Acts approvati dal Parlamento del Regno Unito nel 1767 per pagare la guerra franco-indiana.
Come gli altri patrioti americani divenne più radicale nelle richieste di indipendenza, nonostante credesse nella politica britannica ed avesse molti amici in Gran Bretagna e tra i lealisti americani. Fu anche legato alla Gran Bretagna da vincoli religiosi e professionali ma poi chiuse i rapporti con la Chiesa anglicana in Inghilterra e con la comunità accademica ad Oxford, che gli aveva conferito la laurea honoris causa nel 1766.
Temendo le conseguenze di indipendenza sia per le colonie che per la madre patria, Johnson cercò di evitare l'estremismo e di raggiungere un compromesso sulle differenze politiche. Infatti, respinse la sua elezione al Primo congresso continentale, una mossa fortemente criticata dai patrioti che lo rimossero dal comando delle milizie. Fu fortemente criticato anche quando, cercando di porre fine ai combattimenti dopo Lexington e Concord, visitò personalmente il generale britannico Thomas Gage. Questa visita gli costò l'arresto, ma le accuse furono infine rigettate.
Raggiunta l'indipendenza, Johnson partecipò al governo della nuova nazione diventando delegato al Congresso della confederazione (1785-1787). Nel 1785, la Repubblica del Vermont gli dedicò una città ringraziandolo per aver rappresentato gli interessi del Vermont nel congresso della confederazione. La città di Johnson e la Johnson State College sono così chiamate in suo onore.
Nel 1787 divenne presidente della Columbia University, ruolo che ebbe anche suo padre. Fu membro del primo Senato degli Stati Uniti dal 1789 al 1791. Morì nel 1819 a Stratford, sua città natale.